# Rotten Apples
Rotten Apples é uma compilação de greatest hits da banda norte-americana de rock alternativo The Smashing Pumpkins. Nos Estados Unidos, foi lançado junto com o álbum Judas Ø. A faixa final de Rotten Apples, "Untitled", foi a última gravação do Smashing Pumpkins antes de seu fim, em 2000. Completada nos dias que antecederam a apresentação final da banda no Cabaret Metro, em Chicago, foi também lançada como single.
O irônico título do álbum é o nome de um lado B lançado no single de "Tonight, Tonight", e serve como uma metáfora para a carreira da banda. Rotten Apples atingiu a 31ª posição nos Estados Unidos, vendendo - até maio de 2005 - 729.000 unidades.[carece de fontes?]
| Críticas profissionais                                                      | Críticas profissionais |
| Avaliações da crítica                                                       | Avaliações da crítica  |
| Fonte                                                                       | Avaliação              |
| --------------------------------------------------------------------------- | ---------------------- |
| All Music Guide                                                             | [ 1 ]                  |
| NME                                                                         | [ 2 ]                  |
| Esta tabela precisa de ser acompanhada por texto em prosa. Consulte o guia. |                        |

## Faixas
Todas as canções foram compostas por Billy Corgan, exceto "Landslide". Existem duas versões de Rotten Apples, sendo uma exclusiva para os Estados Unidos. A versão norte-americana inclui a canção "Landslide", que é substituída por "Try, Try, Try" na versão internacional.

### Versão norte-americana
1. "Siva" – 4:21
2. "Rhinoceros" – 5:53
3. "Drown" – 4:30
4. "Cherub Rock" – 4:59
5. "Today" – 3:22
6. "Disarm" – 3:18
7. "Landslide" (Stevie Nicks) – 3:10
8. "Bullet with Butterfly Wings" – 4:17
9. "1979" – 4:23
10. "Zero" – 2:41
11. "Tonight, Tonight" – 4:15
12. "Eye" – 4:54
13. "Ava Adore" – 4:21
14. "Perfect" – 3:22
15. "The Everlasting Gaze" – 4:02
16. "Stand Inside Your Love" – 4:13
17. "Real Love" – 4:10
18. "Untitled" – 3:51

### Versão internacional
1. "Siva" – 4:21
2. "Rhinoceros" – 5:53
3. "Drown" – 4:30
4. "Cherub Rock" – 4:59
5. "Today" – 3:22
6. "Disarm" – 3:18
7. "Bullet with Butterfly Wings" – 4:17
8. "1979" – 4:23
9. "Zero" – 2:41
10. "Tonight, Tonight" – 4:15
11. "Eye" – 4:54
12. "Ava Adore" – 4:21
13. "Perfect" – 3:22
14. "The Everlasting Gaze" – 4:02
15. "Stand Inside Your Love" – 4:13
16. "Try, Try, Try" - 5:09
17. "Real Love" – 4:10
18. "Untitled" – 3:51